# Éjszakai bevetés
Az Éjszakai bevetés a Pokolgép zenekar harmadik nagylemeze, amely 1989-ben jelent meg. A zenekar ezzel a lemezzel érte el pályája csúcsát. A lemezen található számok közül a Háború gyermeke és az Itt és most a zenekar legnagyobb slágerei közé tartoznak, a koncertek kihagyhatatlan részeit képezik.

## Az album dalai
1. Gép-induló - 4:32
2. A lázadó - 4:15
3. A pokol angyalai - 4:23
4. A háború gyermeke - 4:42
5. Most már elég - 3:52
6. Éjszakai bevetés - 4:29
7. Tépett madár - 4:25
8. Itt és most - 5:15
9. Kár minden szó - 4:58
10. Szóló - 1:56

### Bónusz dalok a 2012-es CD-kiadáson
1. Kár minden szó (koncertfelvétel, 1990) – 4:50
2. Tépett madár (koncertfelvétel, 1990) – 4:39
3. Itt és most (koncertfelvétel, 1990) – 5:04
4. Gép-induló (koncertfelvétel, 1990) – 4:42
5. A háború gyermeke (koncertfelvétel, 1990) – 4:44

Multimédia bónusz
- A háború gyermeke / Ítélet helyett (koncertvideo, 1990) – 3:34

## Közreműködők
- Kalapács József – ének
- Kukovecz Gábor – gitár
- Nagyfi László – gitár, vokál(1-15), ének (3)
- Pazdera György – basszusgitár
- Tarca Laszló – dobok